# Blanco y Negro Music
Blanco y Negro Music (kurz Blanco y Negro) ist ein führendes spanisches Dance-Musiklabel. Es hat sich zudem auf Film- und Videoproduktionen spezialisiert.
Blanco y Negro Music hält in Spanien einen Marktanteil von rund vier Prozent und gilt damit als größtes Indie-Label des Landes. Über das Label erscheinen Künstler, wie Pitbull, Shaggy, DJ BoBo, Sash! und Guru Josh.
Es gibt keine Beziehungen zum britischen Label Blanco y Negro Records.

## Geschichte
Das Label Blanco y Negro Music S.A. wurde am 6. Dezember 1978 in Barcelona in Spanien gegründet. Es hat zunächst vorwiegend unbekanntere und auf Dance Music spezialisierte spanische Musikbands unter Vertrag genommen. Später kamen noch bekanntere Bands, wie Caught in the Act, Cetu Javu, Culture Beat, Eiffel 65 und 2 Unlimited, hinzu.
Das Independentlabel unterzeichnete im Juni 2010 einen Vertriebsdeal mit dem deutschen Digitalvertrieb Zebralution. Die erste gemeinsame Veröffentlichung, „Blanco y Negro Hits 2010“, schaffte es auf Rang eins der spanischen iTunes-Album-Charts.
Heute hat das Unternehmen als S.A. (Joint-Stock Company, Aktiengesellschaft) sein Angebot auf Film- und Videoproduktionen ausgeweitet. Im Verlagsangebot werden Musikverlagserzeugnisse, Schallplatten und bespielte Kassetten (Audio und Video) genannt.
Blanco y Negro Music ist Unternehmenspartner des Musikunternehmens Pulsive Media in Burgwedel.